# Буе (Сен Назер)
Буе (фр. Bouée) насеље је и општина у западној Француској у региону Лоара, у департману Атлантска Лоара која припада префектури Сен Назер.
По подацима из 2011. године у општини је живело 879 становника, а густина насељености је износила 41,19 становника/km². Општина се простире на површини од 21,34 km². Налази се на средњој надморској висини од m метара (максималној 28 m, а минималној 0 m).

## Демографија
| 1962. | 1968. | 1975. | 1982. | 1990. | 2011. |
| ----- | ----- | ----- | ----- | ----- | ----- |
| 525   | 455   | 435   | 571   | 618   | 879   |